# Чень Ібін
Чень Ібін  (кит.: 陈 一冰, 19 грудня 1984) — китайський гімнаст, олімпійський чемпіон.

## Виступи на Олімпіадах
| Олімпіада   | Дисципліна       | Місце             |
| ----------- | ---------------- | ----------------- |
| Пекін 2008  | абсолютний залік | 24                |
| Пекін 2008  | командний залік  | 1                 |
| Пекін 2008  | вільні вправи    | 42 (кваліфікація) |
| Пекін 2008  | паралельні бруси | 46 (кваліфікація) |
| Пекін 2008  | перекладина      | 43 (кваліфікація) |
| Пекін 2008  | кільця           | 1                 |
| Пекін 2008  | кінь             | 27 (кваліфікація) |
| Лондон 2012 | командний залік  | 1                 |